# Гуманитарные последствия Гражданской войны в Сирии
Гражданская война в Сирии затронула все стороны жизни сирийского общества и нанесла урон населению и экономике Сирии.

## Военные преступления
За весь период конфликта от различных авторитетных международных организаций и СМИ постоянно поступают многочисленные сообщения о различных преступлениях, совершаемых сторонами конфликта.
- 1 июня 2012 года. На специальной сессии Совета по правам человека, проходящей в Женеве обсуждались вопросы по ухудшению ситуации с правами человека в Сирии и убийствам в Хуле. По данным предварительного расследования, 25 мая 2012 там были убиты 108 гражданских лиц, в том числе 49 детей и 34 женщины. Верховный комиссар ООН по правам человека Нави Пиллэй заявила:

Эти действия могут быть квалифицированы как преступления против человечности и как другие международные преступления. Они могут рассматриваться как часть широкомасштабных или систематических нападений на гражданское население, которые безнаказанно совершаются в Сирии.
Верховный комиссар ООН по правам человека Нави Пиллэй призвала власти Сирии допустить проведение независимого расследования информации о том, что преступления против гражданских лиц в Сирии совершаются террористами. Она отметила, что официальный Дамаск относит эти нарушения к террористам. Вину за преступления в Сирии Пиллэй возлагает как на правительство, так и на оппозицию. Власти, по её словам, обстреливают районы проживания мирных граждан, убивают оппозиционеров, применяют пытки. Оппозицию она обвиняет в убийствах предполагаемых информаторов правительства, применении взрывных устройств, в использовании детей в качестве «живого щита».
Нави Пиллэй утверждает, что в распоряжении Управления ООН по правам человека имеются задокументированные сообщения о пытках и казнях детей и убийствах целых семей, включая грудных детей.
11 сентября 2013 года опубликован доклад комиссии ООН по расследованию нарушений прав человека в Сирии, которую возглавляет Паулу Пиньейру из Бразилии. Из доклада следует, что правительственные войска Сирии совершили военные преступления в ходе борьбы за отвоёвывание территорий, захваченных повстанцами. Эти преступления включают в себя убийство мирных граждан и бомбардировку больниц.
Одновременно, исламские боевики, воюющие на стороне оппозиции, также совершили ряд военных преступлений: казни без суда и следствия, захват заложников и обстрелы жилых кварталов. Данные, приведённые в докладе, охватывают период с 15 мая по 15 июля 2013 года. Международная организация «Human Rights Watch» (HRW) обнародовала доклад о преступлениях боевиков (вооружённой оппозиции) в Сирии, выдержки из которого приводит британская газета «The Telegraph» (конец 2013 года): «Доказательства, собранные Хьюман Райтс Вотч, наводят на мысль, что убийства, захват заложников и другие злоупотребления со стороны оппозиционных сил достигли уровня преступлений против человечности, — делается вывод в докладе. — Масштаб и организация этих преступлений показывают, что они носят систематический характер, а также планируются как часть атаки на гражданское население».
В феврале 2017 года Atlantic Council опубликовал доклад о преступлениях РФ в Алеппо.

## Террористические акты
В Сирии регулярно происходят террористические акты, направленные главным образом против мирных жителей Сирии. Объектами актов чаще всего служат места наибольшего скопления людей: площади, рынки, больницы, школы, университеты. Также от терактов страдают христианские церкви, мечети, синагоги.

## Гибель журналистов
- 3 мая 2013 года. В докладе правозащитной организации Международная амнистия утверждается, что по меньшей мере 36 журналистов были умышленно убиты в Сирии с начала конфликта. Организация отмечает, что и правительственные силы, и повстанцы сознательно нападают на репортёров. Хотя правозащитники винят в происходящем обе стороны, отмечается, что нарушения со стороны правительственных сил значительно масштабнее[8].
- 27 мая 2013 года была убита снайпером журналистка сирийского государственного телеканала «Аль-Ихбария» Яра Аббас в районе города Кусейр во время освещения наступления правительственных сил на повстанцев[9].

## Захваты и похищения

### Захват боевиками наблюдателей ООН
- 6 марта 2013 года. В районе Голанских высот повстанцы захватили грузовик ООН с 20 филиппинскими наблюдателями контингента ООН, которые не оказали сопротивления нападавшим. Совет Безопасности ООН в своём заявлении осудил захват наблюдателей и потребовал от всех сторон конфликта «сотрудничать с Силами наблюдения за прекращением огня на Голанах и обеспечить полную безопасность контингента». Эрве Ладсу, заместитель генерального секретаря ООН по миротворческим операциям, назвал инцидент на границе «очень серьёзным» и сообщил журналистам, что «ведутся переговоры». «Это деликатная ситуация, так как эта зона не контролируется ни Израилем, ни Сирией», добавил он[10][11]. Группировка «Бригады Мучеников Ярмука», сражающаяся против правительственных войск, передала Иордании филиппинских военнослужащих контингента ООН на Голанских высотах 9 марта 2013 года[12].

### Захват высокопоставленных священнослужителей-христиан
Итальянский священник Паоло Даль’Ольо был похищен в конце июля 2013 года в городе Ракка на севере страны. О его судьбе ничего не было известно. 14 августа 2013 года агентство Reuters сообщило, что похитители в течение двух недель удерживали католического священника, а затем казнили его, отрезав голову и отломав позвоночник. Он стал третьим священником, убитым исламистами за последние два месяца. В начале июля в интернете была помещена шокирующая видеозапись казни священника-францисканца, отца Франсуа Мурада, и ещё одного человека из его окружения. Также как и отца Паоло Даль’Ольо, боевики обезглавили их.
В декабре 2013 года боевиками оппозиции был захвачен монастырь Святой первомученицы равноапостольной Фёклы в городе Маалула. В нём устроен погром и захвачены в заложники 12 монахинь во главе с игуменьей Пелагией (Сайяф).

### Захват журналистов
Испанское издание El Mundo сообщило о захвате двух своих сотрудников — журналиста Хавьера Эспиносы и фоторепортёра Рикардо Гарсия де Виланова. По информации издания, они были задержаны на КПП Таль Абаяд в провинции Ракка 16 сентября 2013 года при попытке покинуть Сирию после своей двухнедельной командировки. Вместе с ними боевики исламистской группировки Исламское государства Ирака и Леванта (ИГИЛ) захватили 12 повстанцев из Свободной сирийской армии. Через 12 дней сирийцы были отпущены на свободу, а испанские журналисты остались в плену. О судьбе журналистов ничего неизвестно, поскольку взявшие их боевики не обнародовали никакой информации об этом.

### Захват сотрудников медицинских и гуманитарных организаций
З января 2014 года похищены пятеро сотрудников гуманитарной международной организации Врачи без границ. Неизвестные забрали их из штаб-квартиры организации на севере страны. Похищенные являются гражданами Бельгии, Швеции, Дании, Швейцарии и Перу.

## Беженцы
Развернувшийся вооружённый конфликт привёл к массовому потоку беженцев, желающих покинуть территорию боевых действий.
По оценкам российских военных, за период боевых действий начиная с 2011 года Сирию покинули более 6,9 млн беженцев. Согласно данным Управления Верховного комиссара ООН по делам беженцев, на 1 декабря 2018 г. в 45 государствах находятся 6 664 415 официально зарегистрированных сирийских беженцев, в том числе 1 999 325 женщин и 3 398 852 ребёнка. Большинство беженцев находятся в следующих государствах: Турция (3,6 млн.), Ливан (ок. 952 тыс.), Иордания (ок. 674 тыс.), Германия (ок. 534 тыс.), Ирак (ок. 252 тыс.). Оценочно, изъявили желание вернуться на родину 1,7 млн сирийцев из десяти стран мира (в основном Ливан, Турция, Германия, Иордания, Ирак, Египет). По состоянию на декабрь 2018 года, в 412 населённых пунктах, наименее пострадавших от военных действий, развёрнуты пункты приёма и размещения беженцев примерно на 1,5 млн мест. Пока беженцы возвращаются в основном лишь из Ливана и Иордании. В крупных городах и населённых пунктах в зоне боевых действий инфраструктура разрушена на 40-70 %.

## Положение детей
Согласно опубликованному 10 марта 2014 года Детским фондом ООН (ЮНИСЕФ) отчёту, Сирия — одно из самых опасных мест на Земле для детей. Около 5,5 млн сирийских детей, (56 % от их общего числа), нуждаются в гуманитарной помощи. За 3 года в стране погибло более 10 тыс. детей. Из 5,5 миллиона сирийских детей 4,3 миллиона проживают на территории Сирии, а остальные 1,2 миллиона — в лагерях беженцев в соседних странах. 37,5 тыс. детей родились уже беженцами. Более 8 тыс. детей добрались до сирийской границы самостоятельно, без сопровождения взрослых. 323 тысячи детей в возрасте младше 5 лет живут в районах, находящихся в блокаде, либо там, куда до них не может добраться гуманитарная помощь.

## Экономические последствия
Продолжающиеся в стране беспорядки отрицательно влияют на сирийскую экономику. Сильнейший удар нанесён индустрии туризма, дававшей ежегодно 8 млрд долларов стране, привлекавшей иностранную валюту и составлявшей 12 % ВВП. Инфляция сирийского фунта за три месяца 2011 составила 17 %.
Сократились инвестиции — Катар вышел из двух крупных экономических проектов. Турция перевела в европейские банки активы семьи Асад.
К 23 мая 2012 убытки от международных санкций в отношении Сирии составили 4 млрд долларов США, санкции привели к дефициту товаров первой необходимости.
В январе 2013 Иран выдал Сирии кредит в миллиард долларов. Как пишет The Financial Times, все кредитные средства будут предоставлены в виде услуг и потребительских товаров, а прямых денежных переводов не будет. По официальной информации Дамаска, международные резервы Сирии остаются на уровне в 15 млрд долларов и изменились с 2011 года всего на 10 процентов. В то же время, по оценкам экономистов, показатель упал ниже 5 млрд долларов. Это означает, что ресурсы Дамаска сильно ограничены.
Президент РФ Владимир Путин по итогам переговоров с сирийским лидером Башаром Асадом поручил Минздраву оказать медицинскую помощь Дамаску в связи со сложным положением в здравоохранении в этой стране, принимая во внимание информацию о трудной ситуации в здравоохранении в Сирии.
- 20 апреля 2013 года. Представитель Управления ООН по координации гуманитарных вопросов Джон Гинг сообщил, что по данным ООН, для того, чтобы возобновить нормальную жизнь в Сирии и отстроить все разрушенные здания, уйдут десятилетия. «Разрушены улицы и районы городов. По жилым кварталам вела огонь тяжелая военная техника: танки, артиллерия. Во многих случаях дома не отремонтировать, только сносить и строить заново», — заявил он. Как отметил Гинг, наиболее тяжёлая ситуация сложилась в городе Даръа, с которого в 2011 году начались антиправительственные выступления, и в Алеппо, который до войны считался экономической столицей Сирии. По его словам, практически вся инфраструктура разрушена, заводы и офисы разграблены, школы и больницы не работают. Страна отброшена в развитии на десятки лет назад[26].
- 21 мая 2013 года. По сообщению Управления Верховного комиссара ООН по делам беженцев (УВКБ), жизнь более восьми миллионов сирийцев, (это почти половина населения всей Сирии), зависит от гуманитарной помощи. Примерно 8,3 миллиона сирийцев получают гуманитарную помощь в качестве беженцев в соседних странах, или в качестве внутренне перемещённых лиц. Насилие приводит к новым перемещениям гражданских лиц, ограничивает доступ к нуждающимся в помощи. Ситуация в стране стремительно ухудшается. Потребности сирийцев в помощи значительно превышают те ресурсы, которыми Управление располагает для этих целей, отметил региональный координатор УВКБ Панос Мумцис[27].
- 27 мая 2013 года. Иран предоставил Сирии финансовую помощь по двум кредитным линиям на общую сумму в 4 миллиарда американских долларов[28].
- 28 мая 2013 года. Совет Евросоюза по безопасности принял решение продлить экономические санкции против Башара Асада, истекающие 1 июня, ещё на год[29].
- 17 июня 2013 года. Резко девальвирован сирийский фунт. На чёрном рынке один доллар США теперь стоит на 23,5 % дороже и обменивается на 210 фунтов вместо 170. Специальное заявление премьер-министра Сирии Ваэль аль-Халки о том, что правительство «располагает крупными валютными резервами, которые позволят ему удовлетворить все нужды рынка и импорта» действия не возымело. Население в панике скупает продукты и товары первой необходимости[30]. С 2011 до середины 2013 года цены выросли на 212 %[31].
- 25 октября 2013 года. За чертой бедности живут 49 % сирийцев. Восемь миллионов живут в бедности, 4.5 миллиона — в нищете. 50 % населения — безработные[32].
- 7 ноября 2013 года. Генеральный комиссар Ближневосточного агентства Организации Объединённых Наций для помощи палестинским беженцам Алекс Поллок сообщил информационному агентству «Morocco World News», что материальный ущерб от войны в Сирии превысил 103 млрд долларов. (Для сравнения: ВВП Сирии 2011 года составил 107,6 млрд долларов[33]). При этом число безработных сирийцев составляет около 2,33 млн человек, а численность населения страны сократилась на 8 %[34].

По сообщению газеты «Аль-Ватан», в результате войны сирийская экономика лишилась практически всей нефтяной отрасли. Экспорт нефти относительно довоенного уровня упал на 95 %. Объём поставок импортных товаров снизился на 88 %. В начале 2011 года объём экспорта составлял 4,1 млрд долларов, в начале 2013 года — менее 818 млн долларов. С 2010 года производство упало с 370 000 баррелей в день до 60 000 баррелей в день в декабре 2013 года.
ВВП Сирии сократился на 21,8 % в 2012 году, 22,5 % в 2013 году и, по прогнозам, упадёт в 2014 году на 8,6 %.
В марте 2014 года Валид аль-Хальки — премьер-министр Сирии заявил, что ущерб от боевых действий за три года войны составил 4,7 триллиона фунтов (около 31,2 миллиарда долларов). Сирийская оппозиция утверждает, что на самом деле, ущерб в 10 раз больше и превышает 300 миллиардов долларов. Экономист Усама Кади, основатель Центра политических и стратегических исследований по Сирии считает, что на восстановление 80 % ущерба, причинённого войной, потребуется минимум 10 лет. По его мнению, за первые пять лет после окончания боевых действий удастся восстановить не более 50 % индустриального сектора Сирии.

## Разрушение религиозных объектов и памятников архитектуры
По данным лондонской Sunday Times повстанцами были разграблены треть музеев Сирии и около 20 известных археологических объектов. На вырученные деньги они покупают оружие и боеприпасы.
По данным ИТАР-ТАСС, воюющие на стороне оппозиционных формирований в Сирии вооружённые экстремисты напали на древний православный монастырь Ильи-пророка в окрестностях города Эль-Кусейр, в 20 км от сирийско-ливанской границы. Боевики опустошили христианскую обитель, вынесли церковную утварь, взорвали колокольню, разрушили алтарь, купель, снесли статую ветхозаветного пророка, чтимого в Сирии как христианами, так и мусульманами. Настоятель монастыря Гадир Ибрахим убеждён, что «осквернение храма и монастыря — дело рук наёмников-чужеземцев». По его словам, «сирийцы не осмелились бы совершить подобное кощунство». Возраст обители превышает полторы тысячи лет и она находится под охраной государства как архитектурный памятник. За прошедшие два года конфликта в Сирии были разрушены десятки церквей и мечетей, главным образом в Хомсе и Алеппо. Пострадала также старинная синагога в Джубаре — пригороде Дамаска.
Христиане, которые до конфликта не испытывали гонений со стороны власти, с начала конфликта чаще всего оказываются в зоне наибольшего насилия со стороны боевиков. Около 1200 христиан погибли, разрушено более 60 церквей, 450 тысяч (из 2 миллионов) христиан различных деноминаций покинули Сирию.
- 1 июня 2013 года с сирийскими мятежниками была атакована расположенная в ливанском Баальбеке одна из шиитских святынь — могила Сайиды Хавла, праправнучки пророка Мухаммеда. По могиле был открыт огонь, и мавзолей получил повреждения[40].
- В сентябре 2013 года боевики джихадистской организации связанной с Аль-Каидой ворвались в греко-католическую церковь Богоматери в северном городе Ракка и надругалась над христианскими церквями. Они сожгли все религиозные предметы, уничтожили статуи и кресты внутри церкви и сбросили крест с колокольни. В армянской католической церкви террористы сбили крест с колокольни[41].